# Tavira (vino)
Tavira es una denominación de origen controlada (DOC) portuguesa para vinos producidos en la región demarcada de Tavira, que abarca los concelhos de Faro y Olhão y parte de los de São Brás de Alportel, Tavira y Vila Real de Santo António, situados en el Algarve, al sur del país. 
Los vinos de Tavira pueden ser blancos o tintos.

## Variedades de uva
- Tintas: Castelão (Periquita), Negra Mole y Trincadeira (Tinta Amarela).
- Blancas: Arinto (Pedernã) y Síria (Roupeiro).